# Bürgerbewegung pro Köln
Die Bürgerbewegung pro Köln war eine rechtsextreme Wählergruppe, die im Stadtrat von Köln vertreten war und als Teil der „Pro-Bewegung“ galt. Sie stellte sich in der Öffentlichkeit als eine demokratische Bürgerbewegung dar und bediente sich dabei der Themen und Kampagneformen des Rechtspopulismus. Inhaltlich richtete sie sich vornehmlich gegen Einwanderung und eine angebliche „Islamisierung“.

## Geschichte

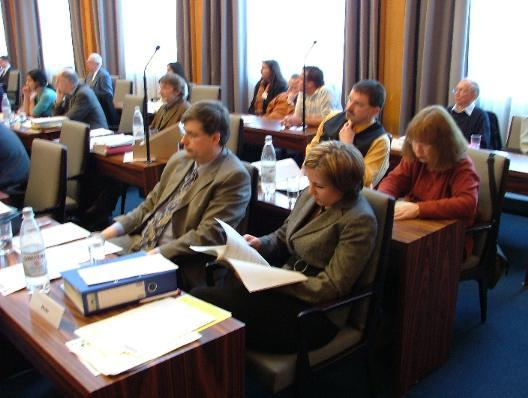
Fünfköpfige „pro-Köln“-Fraktion im Jahr 2005 im Kölner Stadtrat.

Der Verein wurde am 5. Juni 1996 in Köln-Dünnwald als Ableger der Deutschen Liga für Volk und Heimat (DLVH) gegründet. 1999 trat die Gruppierung mit ihrem Kandidaten Stephan Flug (inzwischen NPD) erstmals zur Oberbürgermeisterwahl in Köln an und erhielt 0,3 Prozent der Stimmen. Vorsitzende von pro Köln wurde im selben Jahr die Jurastudentin und Rechtsreferendarin Judith Wolter, die bei der Wahl jedoch für die Republikaner kandidierte. Im gleichen Jahr schlossen sich der Verleger Manfred Rouhs und der Rechtsanwalt Markus Beisicht, die auch schon für die NPD und die Republikaner aktiv waren, dem Verein an. Zusammen mit weiteren ehemaligen REP- und NPD-Mitgliedern, darunter Harald Neubauer und Karl Richter sowie dem früheren NPD-Bundesvorsitzenden Martin Mußgnug, waren Rouhs und Beisicht bereits an der Gründung der DLVH beteiligt. Im Verfassungsschutzbericht des Landes NRW aus dem Jahre 1994 wurde die Partei als nationalistisch, rassistisch und völkisch-kollektivistisch eingestuft. Das Parteiprogramm sei sprachlich und ideologisch eng an das der NPD angelehnt. Von 1991 bis 1993 war die DLVH in Fraktionsstärke im Kölner Stadtrat vertreten. Die Kölner DLVH löste sich auf, nachdem im März 1993 drei Parteimitglieder ein Kopfgeld von 5.000 Mark für die Ergreifung einer von Abschiebung bedrohten der ethnischen Minderheit der Roma angehörenden Frau ausgesetzt hatten, was zur Isolation der DLVH in Köln führte. 1996 beschloss die DLVH, den Parteistatus aufzugeben und sich in einen Verein umzuwandeln, nachdem man bei der Landtagswahl trotz bestehender Fraktion (nach Übertritten von der DVU) in Schleswig-Holstein nur 0,2 % der Stimmen erreicht hatte, was wiederum Beisicht, Rouhs und die Brüder Schöppe dazu veranlasste, einen kompletten Neustart zu wagen. Auf ihrer Internetpräsenz behauptet 'pro Köln', dass der Verein vorrangig von Menschen gegründet worden sei, die vorher nie in der Politik aktiv waren. Die DLVH ist heute nur noch in Süddeutschland aktiv und besteht ausschließlich aus NPD-Mitgliedern um Jürgen Schützinger.
Bei ihrem erstmaligen Wahlantritt bei den Kommunalwahlen in Nordrhein-Westfalen am 26. September 2004 erreichte pro Köln 4,7 % der Stimmen und zog damit mit 4 Mandaten in den Stadtrat ein. 2005 kam mit dem Übertritt eines parteilosen Ratsmitgliedes, das für die Republikaner in den Stadtrat eingezogen war, ein fünftes Mandat hinzu. Zudem errang die Partei Sitze in allen neun Bezirksvertretungen. In den Bezirken Köln-Chorweiler und Porz errang sie jeweils zwei Mandate. Vorsitzender des Vereins ist seit Dezember 2004 Markus Beisicht. Nach der Kommunalwahl wurden die Bürgerbewegung pro Deutschland, deren Vorsitzender Manfred Rouhs ist, und die Bürgerbewegung pro NRW, die von Markus Beisicht geleitet wird, gegründet. Bei der Kommunalwahl in Köln am 30. August 2009 erreichte pro Köln 5,36 % der Stimmen und zog wiederum mit 5 Mandaten in den Stadtrat ein.
Als die Stadt Köln 2002 im Stadtteil Köln-Chorweiler ein geeignetes Grundstück für den Bau einer Moschee suchte, organisierte pro Köln eine Unterschriftensammlung gegen dieses Bauvorhaben. Diese Kampagne wurde auf das gesamte Stadtgebiet ausgedehnt, nachdem weitere Moschee-Standorte vorgeschlagen worden waren. Kurz vor der Kommunalwahl 2004 legte der Verein dem Beschwerdeausschuss des Rates der Stadt Köln 28.000 Unterschriften gegen die Bauprojekte vor. Weitere Kampagnen richteten sich gegen Flüchtlingsheime in Köln-Poll und Köln-Merkenich, die überwiegend von Roma bewohnt werden. In beiden Stadtteilen erzielte pro Köln überdurchschnittliche Kommunalwahlergebnisse.
2007 initiierte Pro Köln eine „Anwohnerinitiative“ gegen die Erweiterung des bestehenden moslemischen Gebetshauses in Köln-Ehrenfeld zur DITIB-Zentralmoschee Köln. Bis April 2007 führte pro Köln eine Unterschriftensammlung für ein Bürgerbegehren gegen den Moscheebau durch, bei der über 23.000 Unterschriften gesammelt wurden. Da von diesen Unterschriften mehr als 7.000 ungültig waren, scheiterte das Bürgerbegehren bereits am erforderlichen Quorum.

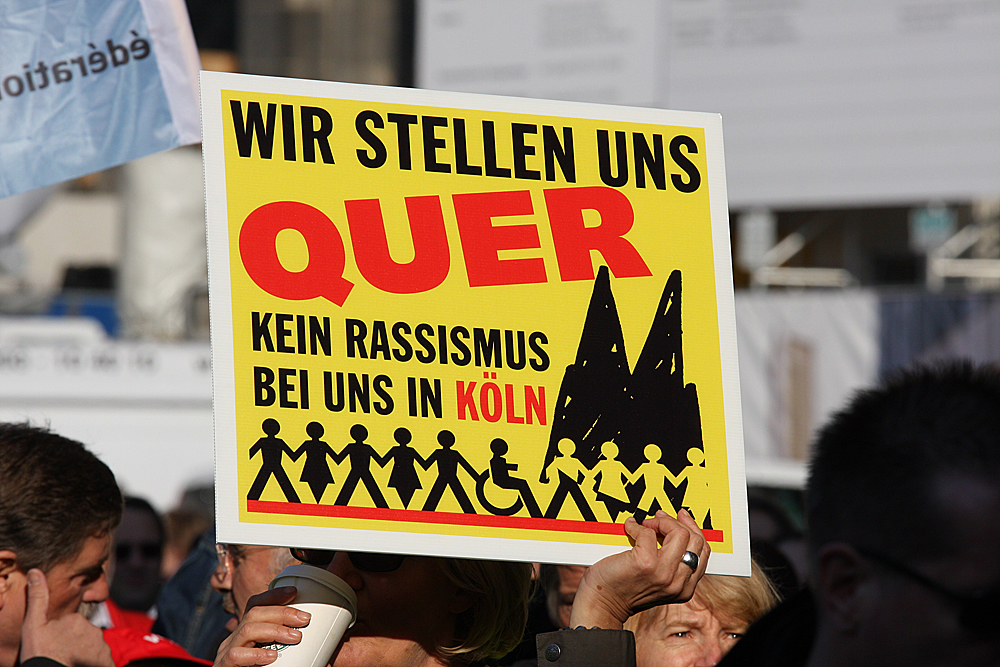
Unter dem Motto „Köln stellt sich quer“ wurde in Köln gegen den Kongress von pro Köln protestiert

Im September 2008 organisierte pro Köln einen sogenannten Anti-Islamisierungskongress in Köln. Als Redner waren unter anderem Henry Nitzsche und Mario Borghezio (Politiker der Lega Nord) geplant. Unter dem Motto „Wir stellen uns quer“ organisierten verschiedene politische und gesellschaftliche Gruppen Gegendemonstrationen und Blockaden, an denen am 20. September 2008 bis zu 40.000 Menschen teilnahmen, während sich zum eigentlichen „Kongress“ nur rund 50 Teilnehmer eingefunden hatten. Der Protest führte zum Abbruch des geplanten Kongresses; die zentrale Kundgebung auf dem Heumarkt wurde aus Sicherheitsgründen von der Polizei untersagt. Dies rief ein geteiltes Echo hervor: Während mehrere Politiker die Proteste als Zeichen von vorbildlicher Zivilcourage lobten, äußerten sich unter anderen der Staatsrechtler Josef Isensee und der Journalist Henryk M. Broder besorgt darüber, dass die Polizei nicht in der Lage war, das verfassungsmäßige Recht der Versammlungsfreiheit zu schützen. Der Kongress wurde am 9. Mai 2009 in Köln wiederholt.
Im März 2012 wurde bekannt, dass der Vorsitzende von pro Köln, Markus Beisicht, bereits 2008 einen Artikel unter dem Titel Wird sich der Kardinal dem Homo-Perversen fügen? auf dem Blog kreuz.net veröffentlicht hatte. Das ergab sich aus der Antwort des Präsidenten des Bundesamtes für Verfassungsschutz, Heinz Fromm, auf eine Anfrage des Parlamentarischen Geschäftsführers der Grünen, Volker Beck. Kreuz.net, das am 2. Dezember 2012 offline ging, wurde vom Verfassungsschutz wegen homophober, rassistischer, islamfeindlicher und antisemitischer Inhalte, die zum Teil eine extrem aggressive Diktion enthielten, als verfassungsfeindlich eingestuft. Dennoch verteidigte pro Köln auf ihrer Homepage die Zusammenarbeit mit der Überschrift: Blockwarte der Political Correctness wieder mal auf Katholiken- und PRO-KÖLN-Jagd. Ferner kommentierte Pro Köln die Vorwürfe wie folgt:
„Entscheidend sind die verbindlichen politischen Werte und Ziele, die man in der Bürgerbewegung PRO KÖLN gemeinsam vertritt. Unter dieser Prämisse ist natürlich auch Platz für besonders traditionsbewusste Katholiken, auch aus der Pius-Bruderschaft.“
Die Piusbruderschaft wurde in diesem Zusammenhang weder in der Presse noch vom Verfassungsschutz mit dem Artikel in Zusammenhang gebracht.
Seit April 2012 verfasste die ehemalige Stadträtin und jetzige Bezirksvertreterin in Köln-Porz Regina Wilden mindestens vier Artikel im Portal Kreuz.net. In zwei Artikeln wurde sie namentlich genannt, in zwei weiteren wurde erklärt, dass die Verfasserin von 2004 bis 2009 Stadträtin für Pro Köln war, was nur auf Frau Wilden zutreffen kann, da die zweite Stadträtin Judith Wolter bis zur Kommunalwahl im September 2020 Stadträtin war.
Bei der Kommunalwahl 2014 erreichte pro Köln 2,59 % der Stimmen und verlor damit ihren Fraktionsstatus.
Im Mai 2015 brach ein parteiinterner Machtkampf zwischen Pro Köln und Pro NRW aus. Grund waren u. a. Rivalitäten zwischen Markus Wiener und Markus Beisicht. Der Kölner Stadtanzeiger berichtete, man werfe sich gegenseitig parteischädigendes Verhalten vor, beispielsweise Betrug zu Lasten der Steuerzahler auf Seiten der Stadtpartei und die Entwicklung nach Rechtsaußen auf der Seite der Landespartei. Beide Parteien distanzieren sich voneinander. Der Kölner Stadtanzeiger berichtete, Pro NRW plane den Aufbau einer neuen Kölner Unterorganisation und Konkurrenz zu Pro Köln.
Am 15. April 2018 wurde auf einer außerordentlichen Mitgliederversammlung auf Antrag des Vorstandes die sofortige Vereinsauflösung beschlossen. 97,2 Prozent der abgegebenen Stimmen stimmten demnach für den Antrag. Gründe für die Auflösung war laut pro Köln die völlig veränderte politische Landschaft in Deutschland.

## Organisationsstruktur
Personell, organisatorisch und programmatisch war die Wählervereinigung eng mit der Bürgerbewegung pro NRW verflochten und mit der im November 2017 aufgelösten Bürgerbewegung pro Deutschland eng verbunden. Der Parteivorstand von pro NRW bestand zum großen Teil aus Vorstandsmitgliedern von pro Köln.
Im Juni 2010 wurde der Dachverband „Die Pro-Bewegung (PRO)“ gegründet, in dem pro Köln, pro NRW, pro Deutschland und andere Kleinvereine organisiert waren. Als Vorsitzender fungierte seitdem Markus Beisicht, zu seinem Stellvertreter wurde Manfred Rouhs bestimmt. Laut Satzung ist der Vereinszweck die „deutschlandweite Koordinierung und Abstimmung der politischen Arbeit der verschiedenen unabhängigen Pro-Parteien und -Vereinigungen in den Kommunen und Ländern“.
Im Juni 2011 wurde die „Kommunalpolitische Vereinigung der PRO-Bewegung“ (KPV PRO) gegründet. Präsident der KPV PRO wurde Jörg Uckermann. Zum Vorsitzenden des Beirates wurde der Jugendbeauftragte von Pro Köln und Pro NRW, Gereon Breuer, gewählt. Ziel der KPV PRO soll es sein, den Mandatsträgern in den Stadt- und Gemeinderäten durch Schulungen und Handreichungen rhetorisch und in Fachfragen der Kommunalpolitik Hilfestellung zu geben.

## Politische Inhalte
Die Wählervereinigung sprach sich in ihrem Programm für die Wahl zum Rat der Stadt Köln 2009 gegen eine angebliche „Islamisierung“ und insbesondere gegen den damaligen Bau der Moschee in Köln-Ehrenfeld aus. Die Türkisch-Islamische Union der Anstalt für Religion (DITIB) wurde abgelehnt, da sie laut Aussage von pro Köln „nicht der Integration“ diene.
Zudem vertritt pro Köln ein hartes Durchgreifen „gegen jugendliche Gewalttäter“ und macht insbesondere Migranten für Jugendkriminalität verantwortlich, da „viele Gewaltkriminelle einen Zuwanderungshintergrund“ hätten. „Abgelehnte Asylbewerber“ sollen nach dem Willen von pro Köln „unverzüglich abgeschoben“ und Beratungsstellen für sogenannte „Illegale“ abgeschafft werden; überdies soll der von ihnen so bezeichnete Missbrauch des Asylrechts „ein Ende haben“. Ebenso sollen „für unsinnige Projekte“ sowie „Randgruppen“ keine Steuergelder mehr gezahlt werden. Ferner wird die städtische Abgabe von Heroin an Schwerstabhängige abgelehnt. In der Kulturpolitik wird die Orientierung „an den Belangen einer sich als avantgardistisch verstehenden Minderheit“ abgelehnt. Mäzene sollen mehr Einfluss auf die Verwendung von Spendenmitteln bekommen. Unter anderem solle das Reiterdenkmal Friedrich Wilhelms III. auf dem Heumarkt wiederhergestellt werden. Pro Köln und die damals personell in großen Teilen identische Bürgerbewegung Pro NRW sprachen sich zudem gegen Finanzhilfen für Griechenland und andere Staaten der EU aus und forderten ein Volksentscheid zur Wiedereinführung der D-Mark unter dem Motto „Gebt uns unser Geld zurück“. Ferner forderten beide „keinen Beitritt der Türkei in die EU“.

## Verhältnis zum Rechtsextremismus

### Führungskader
Nach Einschätzung des Politikwissenschaftlers und Professors Christoph Butterwegge von der Universität zu Köln rekrutierten sich das Personal von pro Köln und PRO NRW zum großen Teil aus „alten Kämpfern rechtsextremistischer Parteien“.
Für eine genaue Aufschlüsselung der Protagonisten siehe Führungskader von pro Köln/NRW.

### Politische Einordnung
Der Soziologe Alexander Häusler von der Arbeitsstelle Neonazismus ordnete pro Köln der extremen Rechten zu, einer Form des Rechtsextremismus, die sich mit einer „rechtspopulistischen Hülle“ umgebe. Den Begriff der „extremen Rechten“ verwendete Häusler zur Kennzeichnung des „äußeren rechten Randes des politischen Spektrums“. Dieser Sammelbegriff umfasse das „gesamte politische Rechtsaußen-Spektrum“ von der „Braunzone zwischen rechtskonservativen und rechtsextremen Zirkeln“ bis hin zu „offen neonazistischen Szenen“. Inhaltliche Zuordnungskriterien seien völkisch-nationalistische, rassistische sowie antisemitische Ausprägungen, autoritäre Politikvorstellungen, die Ablehnung des gesellschaftlichen Gleichheitsprinzips, die Diskriminierung von Minderheiten sowie die Ethnisierung bzw. Nationalisierung sozialer und ökonomischer Problemlagen. Die extreme Rechte stilisiere dabei die multikulturelle Gesellschaft zum zentralen Feindbild. Kampagnen gegen Moscheebau und Minarette würden dazu benutzt, einen kulturreligiös aufgeladenen Rassismus gesellschaftsfähig zu machen.

### Strategien, Taktiken und konkrete Handlungsformen

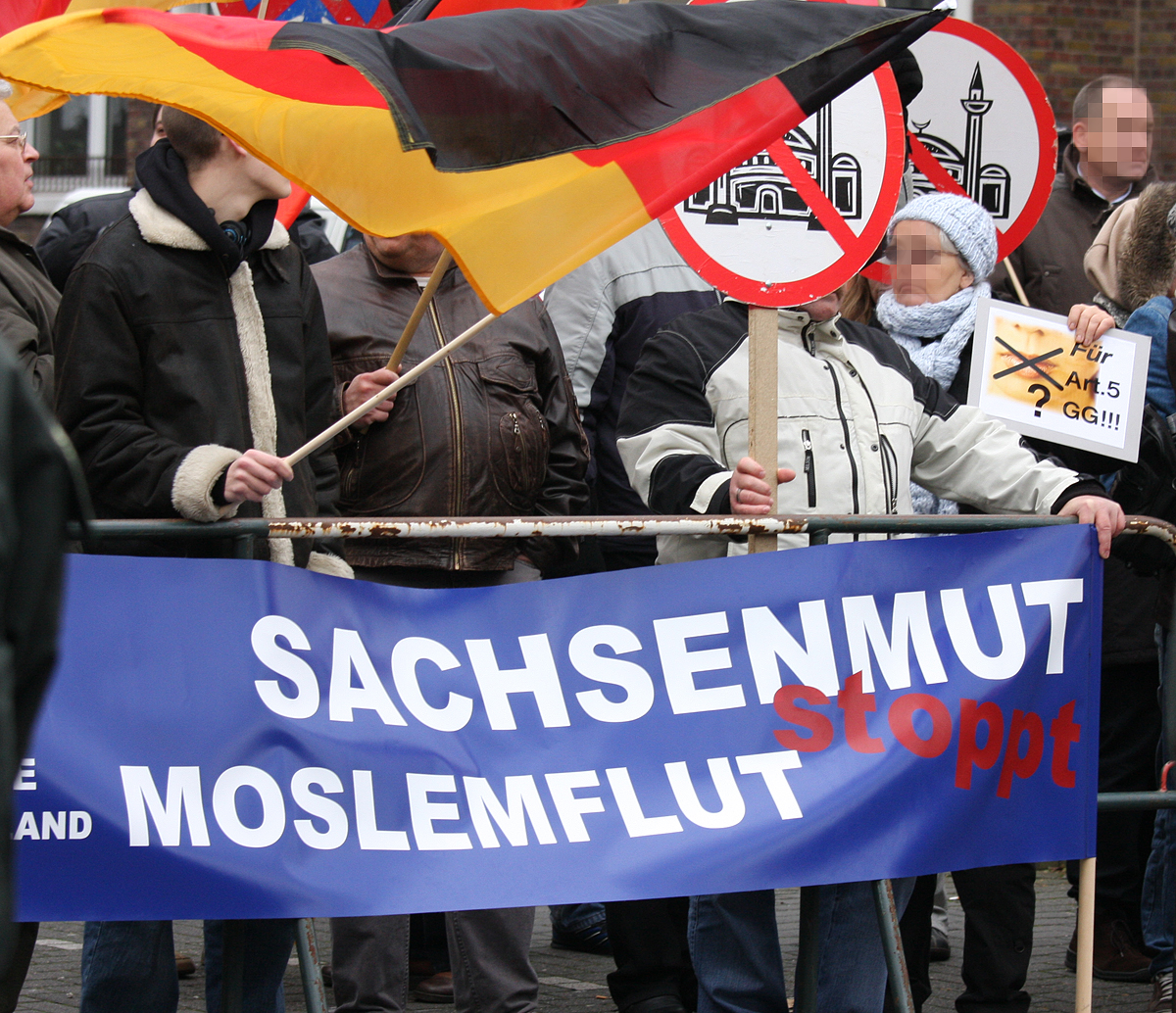
Anti-Moschee-Demonstration von Pro Köln 2008

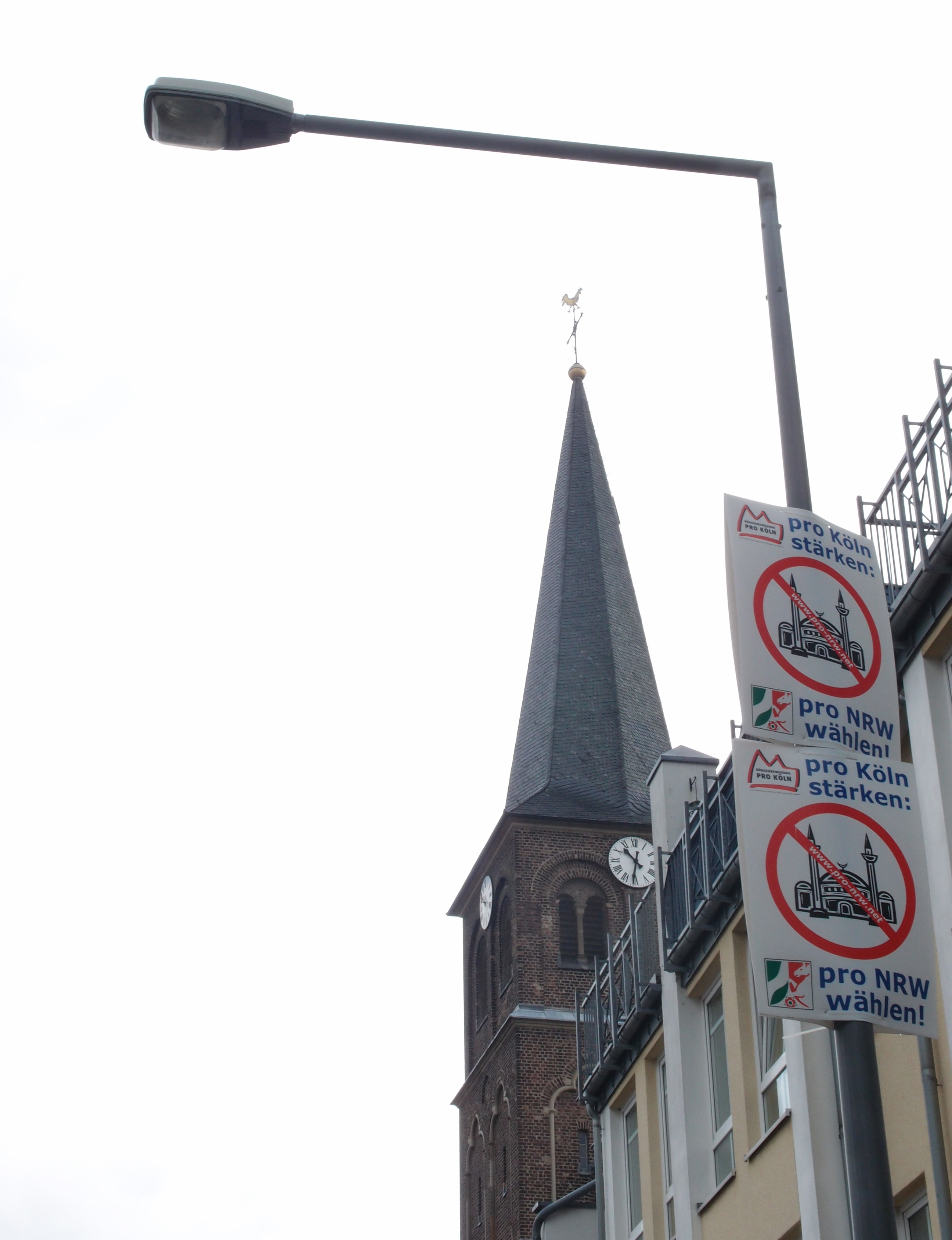
Anti-Moschee-Wahlkampfplakate zur NRW-Wahl 2012 vor der kath. Kirche in Köln-Urbach

Christoph Butterwegge ging davon aus, dass die Stärke von pro Köln im kommunalen Bereich lag. Hier sei es ihr teilweise gelungen, ihre eigenen Inhalte in die politische Mitte zu tragen. Dabei grenzte sich die Partei zwar offiziell von der NPD ab, dies sei aber nur eine Taktik, um bürgerliche Wähler zu gewinnen.
Die interne Strategie zur Anwerbung neuer Mitglieder und Wähler wurde Anfang des Jahres 2006 von Manfred Rouhs in Köln im Rahmen eines „Strategieseminars“ vorgestellt. Alexander Häusler beschreibt dieses „Aufbaukonzept“ wie folgt:

„In diesem Konzept wird die Erstellung von Bürgeranfragen als ‚Kernarbeit der Bürgerbewegung‘ beschrieben. Die Erfassung von Adressen der unterschriebenen Petitionen diente in der Anfangszeit der Bewegung als ‚wichtigstes politisches Kapital‘ der Gruppierung zur Entfaltung weiterer Propagandastrategien. Als ‚Kerngeschäft‘ wird das Ausnutzen der Möglichkeit zur Erstellung von Petitionen für ein Bürgerbegehren offen bezeichnet: ‚Die auf die Anbindung von Menschen abzielenden Petitionen aber sind unser Kerngeschäft, mit dem der Erfolg unserer politischen Arbeit steht und fällt‘, so Rouhs.“

„Probleme, Ängste und Vorurteile werden schlagwortartig zugespitzt, undifferenziert miteinander vermischt und Feindbilder aufgebaut, um sich selbst als moralische Instanz und politische Ordnungskraft inszenieren zu können, welche die Sorgen der Bevölkerung aufzunehmen bereit ist. […] Der Stil ist typisch für rechtspopulistische Kampagnen: Zunächst werden vorhandene Missstände und Ressentiments verallgemeinert und zugespitzt. Dann wird auf Tugenden wie Anstand, Idealismus, Ordnung und Sauberkeit verwiesen. Darauf Bezug nehmend inszenieren sich Rechtspopulisten als Sprachrohr für ‚Volkes Stimme‘.“

„Mit derartigen Plattitüden wird versucht, komplexe Probleme in nationalistischer Manier zu vereinfachen. Ein besonderes Merkmal rechtspopulistischer Propaganda ist, dass Themen und Vorurteile aus der gesellschaftlichen Mitte herausgegriffen werden, um sich als ‚Vollstrecker‘ von gesellschaftlich angeblich berechtigten Interessen darzustellen. Zusammengefasst sind es folgende Themen, mit denen kampagnenartig operiert wird: Zuwanderung / Islam / Nationale Identität, Filz / Klüngel / Korruption, Sicherheit / Kriminalität, Verfolgung / Meinungsfreiheit.“

Im Jahr 2006 startete der Verein eine „Jugendoffensive“, die mit dem Verteilen von Flugblättern mit der Aufschrift „Deutsch ist geil!“ im März begann. Am 14. August 2006 wurde von pro Köln erstmals die Schüler- und Jugendzeitung „Objektiv“ auf den Straßen vor mehreren Kölner Schulen verteilt. Insbesondere die erste Ausgabe von „Objektiv“ und deren Verteilung stieß auf Kritik von Schülervertretern, Lehrern, Politikern und in den Medien. Das Heft enthielt, eingebettet in Freizeittipps, Artikel zu Themen aus dem politischen Fokus von pro Köln, vermittelt durch Artikel wie die erfundene Geschichte „Jessica und Ali“, in der ein blondes Mädchen des Nachts von einem jungen Türken belästigt und erniedrigt wird. Als „widerwärtig platt, randvoll mit dumpfen Klischees“ beurteilte Spiegel Online diese Story.
Vom 8. November 2008 bis zum 11. April 2009 organisierte pro Köln monatlich sogenannte Mahnwachen in der Kölner Innenstadt. Themen der Demonstrationen waren „Aktiv pro Menschenrechte – gegen die Unterdrückung der Frau im Islam“, „Gegen Türkisierung und Islamisierung – Köln darf nicht Istanbul werden“, „Nein zu türkischem Nationalismus und Chauvinismus – Das Schicksal der Armenier mahnt!“, „Gegen Großmoscheen, Hassprediger, Minarette, Muezzinruf und Parallelgesellschaften“ und „Nein zur Kölner Großmoschee – Für das Grundgesetz statt Minarett und Scharia“.
Außerdem produzierte pro Köln im Jahr 2009 zwei islamkritische Filme, welche die Ereignisse am ersten Anti-Islamisierungskongress aus ihrer Sicht sowie die angebliche Islamisierung Europas behandeln.
Im Rat der Stadt Köln versuchte pro Köln möglichst viel Aufmerksamkeit auf sich zu lenken. So wurden Anträge möglichst früh eingereicht, damit diese am Anfang einer Sitzung behandelt werden: Der Rat behandelte Anträge der Fraktionen immer in der Reihenfolge des Eingangs. Da die Ratssitzungen zumeist um 15.30 Uhr beginnen und bis weit nach Mitternacht gehen, die Zuschauerränge jedoch nur am Anfang gut gefüllt sind und sich im Laufe einer Sitzung leeren, wurde so der Eindruck einer besonders aktiven Fraktion erweckt.
Im Mai 2017 ersetzte pro Köln die bisherige Homepage durch das als „Blog“ bezeichnete Newsportal „Köln unzensiert“. Dort werden, nach eigenen Angaben in Abgrenzung zur Kölner Lokal-„Lügen und Lückenpresse“, eigene und Agenturmeldungen, Polizeimeldungen, städtische Pressemitteilungen, Videoproduktionen und politische Agitation in einem einheitlichen Layout aufbereitet, wobei Quellen, Nachrichten, Kommentare und parteipolitische Stellungnahmen nur schwer unterscheidbar sind. Thematisch greift das Portal die pro-Köln-typischen Anliegen wie „Überfremdung“, Ausländerkriminalität oder Islam auf und ordnet die verwendeten Texte entsprechend ein. Der Vorsitzende des Deutschen Journalistenverbandes Frank Überall kritisierte die Aufmachung des Mediums als journalistisch-redaktionelles Produkt: „Bei den Texten ist meist ‚die Redaktion‘ als Autor angegeben (…) als ob hier professionelle Kriterien eingehalten würden. Das aber ist nicht der Fall. (…) Einerseits wird behauptet, dort sei das zu lesen, was Medien verschweigen. Andererseits werden in einer Rubrik direkte Verlinkungen zu Pressemitteilungen der Stadt Köln verlinkt – die wohl kaum von anderen Redaktionen ignoriert werden.“

### Vernetzung
An mehreren Kundgebungen von pro Köln nahmen Neonazis aus dem Umfeld der militanten Freien Kameradschaften wie beispielsweise Christian Malcoci und Siegfried Borchardt teil – nach deren Aussage jedoch gegen den Willen von pro Köln. Ein Foto einer Kundgebung in Köln-Kalk vor der Kommunalwahl im Herbst 1999 zeigt den damals 16-jährigen Neonazi Axel Reitz neben Manfred Rouhs. Während Letzterer bestreitet, Reitz überhaupt zu kennen, sagte dieser gegenüber dem Kölner Stadt-Anzeiger, Rouhs habe ihn sogar gebeten, die Kundgebung mit zu organisieren, und meinte: „Die meisten Teilnehmer sind auf meine Veranlassung gekommen.“ Reitz wurde vom pro-Köln-Vorsitzenden und Rechtsanwalt Markus Beisicht als Pflichtverteidiger vor Gericht vertreten. Bei einer Demonstration gegen den Verfassungsschutz am 9. März 2002 in Köln-Chorweiler übergab Manfred Rouhs das Mikrofon an die Neonazi-Aktivistin Daniela Wegener als Vertreterin der Freien Kameradschaften.
Bei einer von NPD und pro Köln organisierten Kundgebung 2003 waren Judith Wolter und Beisicht zusammen mit dem NPD-Funktionär Thorsten Crämer zu sehen. Vor der Kommunalwahl 2004 rief der sogenannte „Nationale Widerstand“ auf, für pro Köln zu stimmen, wovon sich die Bürgerbewegung zunächst nicht distanzierte. Manfred Rouhs erklärte dazu, dass pro Köln sich nicht von dem Aufruf distanzieren konnte, weil dieser ihnen unbekannt gewesen sei.
Berichten der tageszeitung zufolge liegen den Behörden Beweise vor, die Kontakte des norwegischen Massenmörders und Rechtsterroristen Anders Behring Breivik zum Pro-Köln-Arbeitskreis Christen pro Köln nahelegen.

### Verfassungsschutzberichte
Pro Köln ist seit 2004 unter dem „Verdacht einer rechtsextremistischen Bestrebung“ im nordrhein-westfälischen Verfassungsschutzbericht aufgeführt.
Im Verfassungsschutzbericht 2004 wurde die Bürgerbewegung als „Ableger der rechtsextremistischen Deutschen Liga für Volk und Heimat“ bezeichnet, der enge Kontakte zu verschiedenen weiteren rechtsextremistischen Gruppen und Personen pflege.
Im Oktober 2005 strengte pro Köln einen Prozess gegen das nordrhein-westfälische Innenministerium an, um die Erwähnung im Verfassungsschutzbericht und die Verdächtigung als rechtsextrem zu tilgen, unterlag jedoch vor dem Verwaltungsgericht Düsseldorf. Das Gericht stellte unter Zugrundelegung der Entscheidung des Bundesverfassungsgerichts vom 2. Mai 2000 in seinem Urteil vom 2. Oktober 2000 fest, dass bei der Bürgerbewegung pro Köln hinreichend gewichtige tatsächliche Anhaltspunkte für den Verdacht einer rechtsextremistischen Bestrebung vorliegen. Gegen diese Entscheidung wollte die Bürgerbewegung Berufung beim Oberverwaltungsgericht für das Land Nordrhein-Westfalen einlegen, was jedoch vom Gericht nicht zugelassen wurde. Auch mit einer weiteren Klage über die Nennung in den Berichten des Jahres 2005 und 2006 konnte sich pro Köln nicht durchsetzen. Inzwischen wurde ebenso die Nennung in den darauffolgenden Jahren vom Verwaltungsgericht Düsseldorf bestätigt.
Der Verfassungsschutzbericht des Jahres 2007 benannte als Hinweise auf aktuelle rechtsextremistische Bestrebungen neben Interviews von pro-Köln-Funktionären in den einschlägigen Publikationen National-Zeitung und Deutsche Stimme auch die Teilnahme von Pro Köln an einer „Konferenz führender Vertreter rechtsgerichteter Parteien aus Deutschland und Mitgliedern der Rechtsfraktion im Europäischen Parlament Identität, Tradition, Souveränität“. Neben den Abgeordneten des Vlaams Belang aus Belgien, der FPÖ aus Österreich und des Front National aus Frankreich nahmen auch Vertreter der Republikaner, der NPD und der DVU an besagter Konferenz teil, darunter Rolf Schlierer (REP), Udo Voigt (NPD) und Gerhard Frey (DVU).
Der Verfassungsschutzbericht 2009 warf der Gruppierung zudem vor „mit ihren Aussagen und Forderungen weiterhin die im Grundgesetz konkretisierten Menschenrechte, insbesondere die Menschenwürde und das Diskriminierungsverbot“ zu missachten und „latente Ängste vor Überfremdung und verbreiten fremdenfeindliche Ressentiments“ zu schüren. Ein Schwerpunkt der Kampagnen sei es, „Ängste vor Muslimen zu schüren“.
Im Zwischenbericht 2010 des Verfassungsschutzes NRW wurde pro Köln wieder erwähnt, da weiter Anhaltspunkte für den Verdacht der rechtsextremistischen Bestrebung vorliegen, allerdings erfolgte keine konkrete Einstufung als extremistische Partei. Im Verfassungsschutzbericht 2011 wurde von einer Faktenlage gesprochen, die über die „Einschätzung eines bloßen Verdachts der Verfassungsfeindlichkeit“ hinausgehe. Das Oberverwaltungsgericht Münster bestätigte durch Beschluss vom 23. Mai 2012 ein Urteil des Verwaltungsgerichts Düsseldorf vom 15. Februar 2011, das ausdrücklich festgestellt hatte, dass ‘pro Köln’ und ‘pro NRW’ rechtsextremistische Bestrebung haben und nicht nur ein Verdachtsfall vorliege. Im Verfassungsschutzbericht 2012 wurde pro Köln erneut genannt, hier erstmals im Zusammenhang mit dem rechtsextremen Blog kreuz.net.
Das Bundesverwaltungsgericht urteilte im Juni 2013, dass die Nennung der Partei in den Verfassungsschutzberichten des Bundes in den Jahren 2008, 2009 und 2010 unzulässig war. Für eine Verdachtsberichterstattung liege keine Rechtsgrundlage vor; ob tatsächliche Anhaltspunkte für verfassungsfeindliche Bestrebungen der Partei vorlagen, wurde vom Bundesverwaltungsgericht nicht geprüft.

## Kontroversen

### Manipulationen
Die Vereinigung war in der Vergangenheit mehrfach durch den Gebrauch von falschen Teilnehmerzahlen auf ihren Veranstaltungen aufgefallen. So wurde für den sogenannten „Anti-Islamisierungskongress“ von über 2000 Teilnehmern gesprochen, jedoch waren lediglich 300 anwesend. An der Demonstration gegen die Merkez-Moschee in Duisburg im März 2010 nahmen nur 150 Personen teil – entgegen den Ankündigungen von über 2000 Teilnehmern. Auch bei einem Marsch im Mai 2011 wurde die Anzahl der Demonstrationsteilnehmer mit 2500 angegeben, dabei waren gerade einmal knapp 300 anwesend. Der Bundeszentrale für politische Bildung (BPB) und dem Verfassungsschutz ist diese Praxis bekannt. Als Faustregel solle man die „genannten Teilnehmerzahlen stets durch drei dividieren“, so die BPB.
Bei der Kommunalwahl 2009 hatten die Wähler in NRW die Möglichkeit, über das Portal Abgeordnetenwatch die OB-Kandidaten direkt zu befragen. Die Kandidaten wurden dann von dem Portal nach der Anzahl der beantworteten Fragen sortiert aufgeführt. Schon nach kurzer Zeit entschloss sich das Kuratorium dazu, den OB-Kandidaten von Pro Köln, Markus Beisicht, aus der Einteilung zu nehmen, da offensichtlich Anhänger von pro Köln gezielt eine Vielzahl von Fragen an Beisicht gestellt hatten, um diesen auf der Rangliste nach oben zu befördern.
Ebenfalls bei den Kommunalwahlen 2009 sollen Pro Köln und Pro NRW Kandidaten auf die Reserveliste gesetzt haben, die dem nicht zugestimmt hatten. So berichtete der Kölner Stadtanzeiger von mindestens drei Kandidaten, die erklärten: „Die Kandidatur geschah nicht auf unseren Wunsch hin, und wir bedauern es sehr, dass wir zur Wahl aufgestellt wurden!“

### Innerparteiliche Konflikte
Vor der Kommunalwahl 2009 gab es bei pro Köln und pro NRW mehrere Austritte von Spitzenfunktionären der Organisationen, u. a. die Jugendbeauftragte von pro NRW und Initiatorin einer angeblichen Anwohnerinitiative gegen die Moschee in Köln-Ehrenfeld, Marylin Anderegg. In einem offenen Brief an Markus Beisicht gab Anderegg an, dass sie sich „belogen und betrogen“ fühle. Dabei ging es u. a. darum, dass ihr eine Anstellung als Sekretärin nach der Wahl in Aussicht gestellt wurde, was dann aber nicht eingehalten worden sei. Außerdem wurde sie über mehrere Vorstandssitzungen nicht informiert, obwohl sie dem Vorstand angehörte. Weitere Abgänger wie der Essener OB-Kandidat Uwe Berger berichteten übereinstimmend darüber, Markus Beisicht und Markus Wiener würden „die Pro-Bewegung wie ein kleines Königreich führen“.

### Ermittlungsverfahren wegen banden- und gewerbsmäßigen Betrugs
Im Oktober 2012 durchsuchte die Staatsanwaltschaft Köln 17 Büros und Wohnungen von Pro-Köln-Mitgliedern und -Sympathisanten in Köln, Leverkusen und Berlin, die Zentrale des Vereins am Kölner Heumarkt sowie die Rechtsanwaltskanzlei des Vorsitzenden Markus Beisicht. Pro Köln sollte mehrere hundert interne Fraktionssitzungen mit der Stadt Köln abgerechnet haben, die nie stattgefunden hätten. Der Schaden für die Stadt „soll an die 100.000 Euro hoch sein“. Der Durchsuchung waren mehrmonatige Ermittlungen vorausgegangen, die aufgrund von mehreren Anzeigen im Frühjahr 2012 aufgenommen wurden. Insgesamt ermittelte die Staatsanwaltschaft gegen 15 Personen, darunter neben dem Vorsitzenden Beisicht gegen alle fünf Ratsmitglieder von Pro Köln und von dem Verein vorgeschlagene sachkundige Bürger in den Ausschüssen des Rates der Stadt Köln. Die Stadt Köln forderte die zu viel gezahlten Gelder zurück. Pro Köln bestreitet die Vorwürfe. Der Innenminister von Nordrhein-Westfalen, Ralf Jäger, bezeichnete Pro Köln als skrupellose Rechtsextremisten, die sich den demokratischen Rechtsstaat zur Beute machen würden.
Am 27. Oktober 2016 wurde der frühere Ratsherr Jörg Uckermann vom Landgericht Köln zu einer Bewährungsstrafe und einer Geldstrafe von 1000 Euro verurteilt, nachdem er in erster Instanz zu einer Freiheitsstrafe von zwei Jahren und drei Monaten und einer Geldstrafe von 4500 Euro verurteilt worden war. Es ging um Fälle, wo falscherweise Sitzungsgelder ausgezahlt oder vermeintliche Fahrtkosten und Verdienstausfälle erstattet wurden. In der ersten Instanz wurden bei Uckermann achtzehn, bei Bernd Schöppe elf und Markus Wiener zwei solche Betrugstaten festgestellt. Wie viele Betrugstaten im endgültigen Urteil festgestellt wurden und inwiefern die beiden letztgenannten Politiker in zweiter Instanz verurteilt wurden, wurde von den Medien nicht berichtet.

### Auflösung
Am 7. März 2018 gab Pro Köln auf ihrem Internetportal bekannt, dass am 2. März 2018 der Vorstand des Vereins die Auflösung beschlossen habe. Hintergründe dürften zum einen die Streitigkeiten innerhalb der Pro-Bewegung sein, was schon zur Auflösung von Pro Deutschland im September 2017 geführt hatte. Nach eigenen Angaben gab es eine Tendenz zur Radikalisierung und Selbstisolierung in bestimmten Teilen der PRO-Bewegung. Für die Verfehlungen anderer durch Medien und Verfassungsschutz weiter in Mithaftung genommen zu werden. Indirekt begründete der Vorstand die Entscheidung auch mit dem Einzug der Alternative für Deutschland in zahlreiche Landtage und in den Bundestag, ohne allerdings die Partei direkt zu erwähnen. Im Gegensatz zu Pro Deutschland gab es auch keine Empfehlung, der AfD beizutreten, was Manfred Rouhs den Mitgliedern von Pro Deutschland empfohlen hatte. Die im Stadtrat verbliebenen Pro-Köln-Politiker Markus Wiener und Judith Wolter wollten aber auch als Parteilose ihre Ratsmandate behalten.
Die Auflösung wurde am 15. April durch eine außerordentliche Mitgliederversammlung auf Antrag des Vorstandes vollzogen.